# Wiktoria Rembiewska
Wiktoria Rembiewska (czasem Rembiejewska) z Cichockich (ur. ok. 1810, zm. 1884) – działaczka patriotyczna i kobieca.
Córka przedsiębiorcy i właściciela cegielni ze Zgierza Bogumiła Cichockiego i Marianny z Kordanowskich. Od 1828 żona kupca w Zgierzu Antoniego Rembiewskiego (Rembiejewskiego) (ok. 1799 – 1854). W 1836 przenieśli się do Warszawy, gdzie Antoni był m.in. zarządcą Pałacu Saskiego. Mieli dzieci: Jana, Marię Wiktorię, Karolinę, Bronisława, Bogumiła, Wojciecha, Walerego.
Członkini grupy Entuzjastek skupionej wokół Narcyzy Żmichowskiej. oraz konspiracyjnej Organizacji kierowanej przez Edwarda  Domaszewskiego a następnie Henryka Krajewskiego  Od 1847 roku w domu Wiktorii i Antoniego w Warszawie odbywały się spotkania konspiracyjne. Wiktoria „udostępniała zakazane wydawnictwa” i „prowadziła rozmowy na niedozwolone tematy”. Od 1850 roku była pod tajnym dozorem policyjnym. W związku z działalnością spiskową żony pod dozór policyjny został oddany również Antoni. W 1851 roku śledczy rozważali wysłanie Wiktorii w głąb cesarstwa, lecz namiestnik poprzestał na „wzmocnieniu dozoru i przeprowadzeniu nagłej rewizji”. Została aresztowana w 1852 roku i internowana na okres 4 miesięcy w klasztorze w Ibramowicach. Zmarła w Kutnie.